# Giuseppe D'Altrui
Giuseppe D'Altrui (Napels, 7 april 1934 – Pescara, 26 februari 2024) was een Italiaans waterpolospeler.
Giuseppe D'Altrui nam als waterpoloër driemaal deel aan de Olympische Spelen; in 1956, 1960 en 1964. In 1956 maakte hij deel uit van het Italiaanse team dat als vierde eindigde. Hij speelde vijf wedstrijden. In 1960 veroverde Italië het goud. d'Altrui speelde zes wedstrijden en scoorde een goal. In 1964 eindigde Italië wederom als vierde. Hij speelde vijf wedstrijden en scoorde een goal.
D'Altrui overleed op 26 februari 2024 op 89-jarige leeftijd. Zijn zoon Marco D’Altrui werd in 1992 ook Olympisch kampioen waterpolo. 
Cosimo Antonelli · 
Alfonso Buonocore · 
Enzo Cavazzoni · 
Maurizio D'Achille · 
Giuseppe D'Altrui · 
Frederico Dennerlein · 
Luigi Mannelli · 
Angelo Marciani · 
Paolo Pucci · 
Cesare Rubini · 
Rosario Parmegiani (R)
Amedeo Ambron · 
Danio Bardi · 
Giuseppe D'Altrui · 
Salvatore Gionta · 
Giancarlo Guerrini · 
Franco Lavoratori · 
Gianni Lonzi · 
Luigi Mannelli · 
Eraldo Pizzo · 
Rosario Parmegiani · 
Dante Rossi · 
Brunello Spinelli
Danio Bardi · 
Mario Cevasco · 
Giuseppe D'Altrui · 
Federico Dennerlein · 
Giancarlo Guerrini · 
Franco Lavoratori · 
Gianni Lonzi · 
Eugenio Merello · 
Rosario Parmegiani · 
Eraldo Pizzo · 
Dante Rossi · 
Alberto Spinola